# Deutsche Grenzpolizei
Die Grenzpolizei (GP) wurde 1946 zunächst als Hilfsorgan der Sowjetischen Militäradministration in Deutschland (SMAD) bei den Polizeien der Länder vorrangig zur Überwachung der Demarkationslinie zwischen den Besatzungszonen in Deutschland gebildet und von den Abschnittskommandos der sowjetischen Truppen operativ geführt.
Nach Gründung der Deutschen Demokratischen Republik (DDR) 1949 entwickelte sich die Grenzpolizei zu einem eigenständigen Teil der Bewaffneten Organe der DDR, wurde 1952 in Deutsche Grenzpolizei (DGP) umbenannt und erhielt ab 1957 zunehmend paramilitärischen Charakter.
Die Grenzpolizei am Ring um Berlin hatte ab 1948 Währungsspekulation, Schmuggel und unkontrollierte Personen- und Fahrzeugbewegung über die offene Grenze zur Viersektorenstadt Berlin einzudämmen.
Neben der Demarkationslinie (innerdeutsche Grenze) sicherte sie ab 1950 die Seegrenze der DDR sowie die Oder-Neiße-Grenze und die Grenze zur Tschechoslowakischen Republik.
Nach Bau der Berliner Mauer wurde 1961 die Deutsche Grenzpolizei in die Grenztruppen der NVA überführt.

## Vorgeschichte der Polizeiorgane (1945–1946)
An den territorialen Abgrenzungslinien der Sowjetischen Besatzungszone (SBZ) stand die Rote Armee, die zu ihrer Unterstützung 1945 einzelne deutsche Polizisten heranzog. Im Sommer 1945 waren in der Sowjetischen Besatzungszone neue Polizeiorgane in den einzelnen Ländern geschaffen worden. Ende 1946 umfassten diese etwa 40.000 Polizeiangehörige.
Schwerpunkte für die Grenzpolitik waren die illegalen Güter- und Warenströme (der „Schwarzhandel“, das Schiebertum) über die Zonengrenzen beziehungsweise die Berliner Sektorengrenzen und illegalen Interzonen-Kompensationsgeschäfte großen Stils, das Bandenunwesen sowie die Kanalisierung der Flüchtlingsströme.

## Grenzpolizei in den Ländern (1946–1952)

### Aufstellung, Zugehörigkeit, Aufgaben (1946–1947)

Sowjetische Besatzungszone SBZ: Länder und Sektoren von Berlin
Mecklenburg
Brandenburg
Sachsen-Anhalt
Sachsen
Thüringen

Die Anfänge der Grenzpolizei in der SBZ reichen in das Nachkriegsjahr 1946 zurück. Ende 1946 wurde mit Befehl der Sowjetischen Militäradministration in Deutschland (SMAD) vom 1. Dezember 1946 in der Sowjetischen Besatzungszone (SBZ) eine Grenzpolizei im Gesamtumfang von rund 2.500 Polizisten formiert.
Organisatorisch war die Grenzpolizei an die Innenministerien der jeweiligen Länder in der SBZ angegliedert. Struktur und Gliederung wiesen in den einzelnen Ländern große Unterschiede auf. Waffen und Uniformen waren nur teilweise vorhanden; Unterbringung war privat organisiert, „Dienstzimmer“ befanden sich in Gaststätten oder Gemeindeverwaltungen.
Die Grenzpolizeieinheiten gehörten zunächst zum Dienstzweig Schutzpolizei des jeweiligen Landes. Sie setzten sich aus ausgewählten Kräften aus den Dienststellen der Orts-, Kreis- und Landespolizei zusammen. Diese betätigte sich zunächst als Hilfsdienst der sowjetischen Besatzungstruppen, unter deren Kommando sie Dienst verrichteten.
Bei allen Unterschieden zwischen den Ländern der SBZ lässt sich die Aufgabenstellung an die Grenzpolizei, gemäß den Weisungen der SMAD, wie folgt zusammenfassen:
- gemeinsam mit sowjetischen Truppen die Grenzen der SBZ gegenüber Polen und der Tschechoslowakei sowie die Demarkationslinie zu den westlichen Zonen überwachen;
- Ordnung in den Grenzverkehr einbringen, illegales Überschreiten der Grenzlinien und Schwarzhandel verhindern;
- Bandenwesen bekämpfen.

Die Grenzstreife bzw. Einzelposten hatten an 2.236 Kilometer Landgrenze einen Grenzabschnitt von circa 6 bis 15 Kilometer zu überwachen. Der Entwicklungsstand der Grenzpolizei erlaubte es, dass sich die sowjetischen Truppen ab März/April 1947 an der Demarkationslinie aus der ersten Sicherungslinie zurückzogen und an den Ost- und Südgrenzen nur die offiziellen Grenzübergänge kontrollierte.

### Formierung, Unterstellung, Gliederung (ab 1947)
Die ursprünglich administrative Abgrenzung der Militärverwaltungsbereiche der Alliierten an der Demarkationslinie zur SBZ erhielt Anfang 1947 durch den Zusammenschluss der amerikanischen und britischen Besatzungszonen zur Bizone eine neue, politische Bedeutung. Sie wurde in den Augen der SMAD als ein erster Schritt zu einer separaten deutschen (Teil-)Staatsbildung gedeutet und gab einen zusätzlichen Auftrieb zur Zentralisierung der sowjetischen Grenzsicherung. Auf Anweisung der SMAD wurde, beginnend im Herbst 1947, die Grenzpolizei neu strukturiert und länderübergreifend vereinheitlicht. Verwaltungsmäßig unterstand die Grenzpolizei in den Ländern zukünftig dem Chef des jeweiligen Landespolizeiamtes, in allen operativen dienstlichen Fragen direkt dem Abschnittskommando der sowjetischen Truppen.
1948 erfolgte die Zentralisierung verschiedener Institutionen in der SBZ, unter anderen die Deutsche Verwaltung des Innern (DVdI). Die Grenzpolizei wurde an diese zentrale Institution gebunden. Die Grenzpolizei umfasste bis dahin 3.779 Angehörige (Sollstärke 6.000). Die Gliederung bestand aus Abteilungen mit jeweils vier bis fünf Kommandanturen (je 10 bis 15 Kommandos – aus je acht bis zehn Polizisten). Bis April 1948 wuchs die Personalstärke auf etwa 9.000 an.
In demselben Jahr wurden erstmals den Kommandeuren der Grenzpolizei Polit-Kultur-Leiter (später bezeichnet als Politoffiziere) beigeordnet.

### Der „Ring um Berlin“

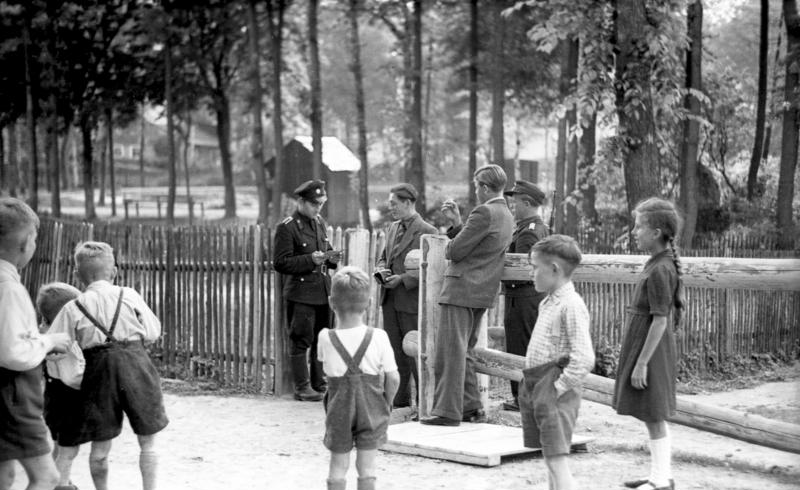
Zonengrenze Thür.–Bayern Kontrollpunkt Mödlareuth (Juli 1949)

Während der ersten Berlin-Krise begann die SMAD am 1. April 1948 damit, die westalliierten Militär- und Gütertransporte nach Berlin zu erschweren und zu behindern sowie Kontrollpunkte an den Grenzen der Viersektorenstadt Berlin zur SBZ zu errichten. Die dafür aufgestellte Einheit der Deutschen Volkspolizei unterstand als „Ring um Berlin“ der Landespolizeibehörde Brandenburg.
Während der folgenden sowjetischen Berlin-Blockade ab dem 8. Juni 1948 war die Grenzpolizei für die Unterbrechung der Verkehrswege zwischen den Westzonen und den Westsektoren Berlins über SBZ-Territorium zuständig.
Aus der bisherigen Demarkationslinie und den Grenzen zu den Westsektoren Berlins waren über Nacht Währungsgrenzen geworden, die unweigerlich Konsequenzen bei der Grenzsicherung auslösen mussten. Dazu gehörten:
- Die bisherige Aufgabenstellung „Überwachung“ der Demarkationslinie wurde zur Hauptaufgabe „Schutz der Demarkationslinie und der Grenzen“ verändert.
- Die geschlossene Unterbringung in Gemeinschaftsunterkünften (mobile Baracken) begann; deren Bau dauerte bis weit in das Jahr 1949 an.
- Die Grenzpolizei wurde zahlenmäßig verstärkt auf 9.000 bis 10.000 Angehörige (bis Ende 1948).
- Territoriale Polizeibereitschaften mit 10.000 Angehörigen wurden gebildet.[19]

Im August 1948 wurden bei der DVdI eine Hauptabteilung Grenzpolizei und Bereitschaften (HA GP/B) geschaffen. Die bisherigen Abteilungen der Grenzpolizei wurden umbenannt in Grenzbereitschaften.
Mit Wirkung vom 15. November 1948 wurden die Grenzpolizei und die Bereitschaften aus der Länderunterstellung herausgelöst und zwischenzeitlich, für acht Monate, direkt von der DVdI geführt. Im Juli 1949 wurde die Grenzpolizei erneut den Chefs der Landespolizeibehörden unterstellt, bei der DVdI wurde wieder eine Hauptabteilung Grenzpolizei (HA GP) eingerichtet, die für die SBZ hinsichtlich des operativen Einsatzes und der Koordinierung ein Weisungsrecht erhielt. Diese Zuordnung galt bis Ende 1950.
Am 7. April 1949 wurde der „Ring um Berlin“ in eine selbstständige Grenzbereitschaft und kurz darauf in eine Grenzpolizei-Abteilung „Ring um Berlin“ mit drei Grenzbereitschaften formiert und direkt vom Präsidenten der DVdI geführt.
Mit Zunahme der Intensität des Kalten Krieges wurde auch das Grenzregime restriktiver und Verstöße dagegen häufiger. Vom 1. Juli bis zum 31. Dezember 1949 starben 30 Menschen an der Grenze der SBZ beziehungsweise DDR, hierunter auch Angehörige der Grenzpolizei.

### Folgen der beiden Staatsgründungen (1949–1951)

#### Veränderungen in Führung und Funktion
In operativer Hinsicht blieb die Grenzpolizei den Kommandeuren der sowjetischen Truppen unterstellt.
Die Hauptabteilung Grenzpolizei ging als eine Hauptabteilung der Hauptverwaltung Deutsche Volkspolizei (HV DVP) in den zentralen Staatsapparat ein und hatte zunächst weiterhin nur koordinierende Funktion gegenüber der Grenzpolizei in den Ländern. Zum 1. Januar 1951 wurden ihr alle Grenzbereitschaften unterstellt, außer in operativen Fragen. Der Abteilungsstab für den „Ring um Berlin“ wurde aufgelöst. Damit fand der längere Entwicklungsprozess in der Führung der Kräfte der Grenzpolizei zu einem vollständig zentral geführten Staatsorgan seinen Abschluss.
Die nach der Staatsgründung anstelle der SMAD gebildete Sowjetische Kontrollkommission (SKK) übertrug Teilaufgaben der Grenzsicherung an die DDR-Organe. Dazu gehörten:
- die Sicherung der Seegrenze – mit Übernahme am 7. Januar 1950 durch die Grenzpolizei des Landes Mecklenburg;[23]
- Die Einrichtung ständiger Kontrollstellen an der äußeren Stadtgrenze rund um Berlin („Ring um Berlin“);[11]
- die Kontrolle an den Grenzübergängen, Kontrollpassierpunkte (KPP) genannt – mit Wirkung vom 10. Juni 1950; (Ausgenommen davon blieben Kontrollen des Personen- und Güterverkehrs der Alliierten Mächte.)
- die Aufgaben der Warenkontrolle an der Westgrenze – ab 1. Januar 1951 durch das Amt für Kontrolle des Warenverkehrs (AKW) – ab August 1952 durch das Amt für Zoll und Kontrolle des Warenverkehrs (AZKW);[9]
- 1950 umfassten die Einheiten der Grenzpolizei rund 20.000 Angehörige.[24]

Vom Oktober 1949 bis zum März 1950 vollzog die Grenzpolizei rund 154.000 Festnahmen wegen Verstößen gegen die Grenzordnung der DDR.

#### Aufgaben der Grenzpolizei am „Ring um Berlin“
Das Gesetz zu Schutz des innerdeutschen Handels vom 21. April 1950 war auf die Unterbindung der zunehmenden illegalen Bewegung von Waren und Fahrzeugen aufgrund nicht kontrollierter Straßen- und Wegeverbindungen gerichtet. Das hatte zur Folge:
- Waren- und Fahrzeugverkehr an der Westgrenze und am „Ring um Berlin“ – einschließlich zum inneren Gebiet der DDR – war nur über festgelegte Kontrollpassierpunkte (KPP) möglich;
- für den Fußgängerverkehr wurden Übergänge an bestimmten Kontrollpunkten (KP) eingerichtet;
- ständige Kontrollen beim Überqueren der Berliner Stadtgrenze;
- die Sperrung nicht für den Verkehr freigegebener Straßen an der Westgrenze der DDR;
- der sogenannte „kleine Grenzverkehr“ für „Berufspendler“ mit Passierschein blieb bestehen.

Für diese Aufgaben wurde die Grenzpolizei am „Ring um Berlin“ ab Mai 1950 verstärkt.

## Deutsche Grenzpolizei in der DDR (1952–1961)

### Neuorientierung in der Grenzsicherung (1952)
Mit Einführung des nur wenig modifizierten sowjetischen Modells der Grenzsicherung wurden am 16. Mai 1952 im ersten Schritt die Grenzsicherungsorgane dem Ministerium für Staatssicherheit (MfS) als Deutsche Grenzpolizei (DGP) unterstellt.
Rechtliche Grundlagen für die Umstrukturierung der Grenzsicherung – versehen mit der Vorbehaltsklausel einer sofortigen Aufhebung zur Herstellung der staatlichen deutschen Einheit – schuf der DDR-Ministerrat mit der Verordnung vom 26. Mai 1952 „über Maßnahmen an der Demarkationslinie zwischen der Deutschen Demokratischen Republik und den westlichen Besatzungszonen Deutschlands“. Im Zuge der staatlichen Verwaltungsreform von 1952 wurden die Länderkompetenzen auf die Bezirke der DDR übertragen und die grenzpolizeilichen Zuständigkeiten in der Folgezeit konsequent auf Republikebene zentralisiert.

### Umsetzung des veränderten Grenzregimes (ab 1952)

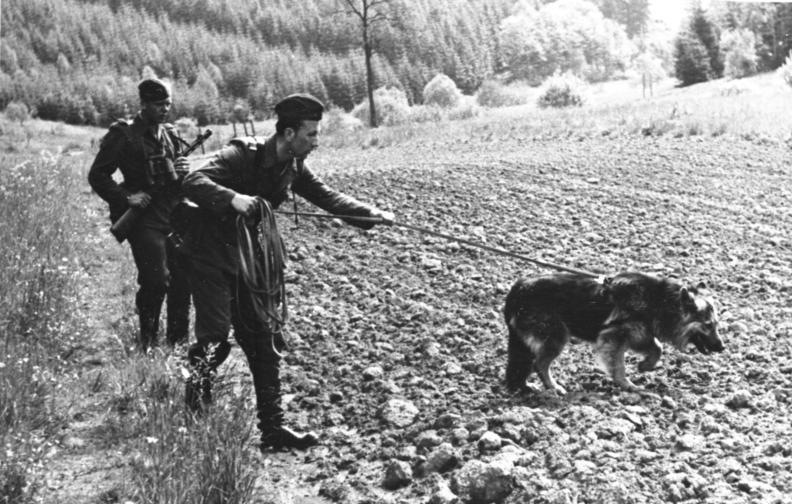
Deutsche Grenzpolizei DGP (1956) Streife mit Fährtenhund auf Suche am 10-Meter-Kontrollstreifen

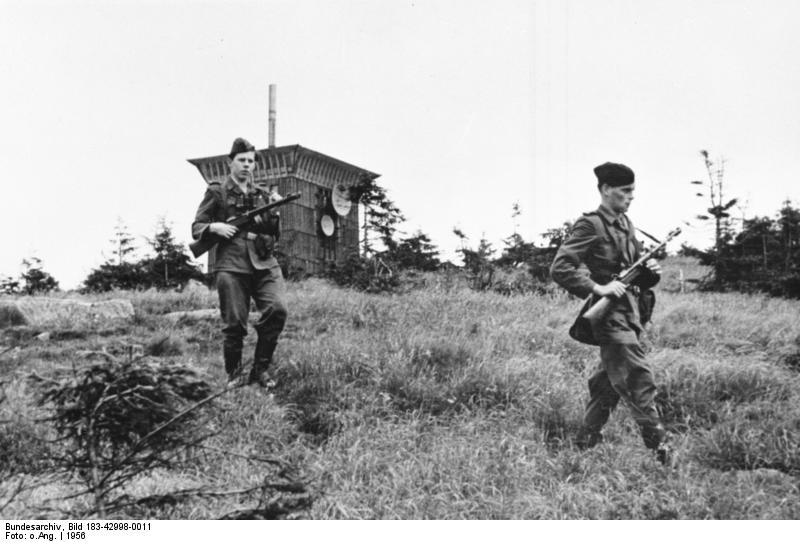
Deutsche Grenzpolizei DGP (1956) Streifendienst auf dem Brocken

Ab 27. Mai 1952 wurde nach sowjetischem Muster an der innerdeutschen Grenze Grenzgebiet eingerichtet. Das Sperrgebiet/Grenzgebiet hatte eine durchschnittliche Tiefe von 5 Kilometern und gliederte sich in eine Sperrzone und einen Schutzstreifen, letzterer mit einer durchschnittlichen Tiefe von 500 Metern – mit Abweichungen in urbanen Räumen. Für dieses Sperrgebiet galten Aufenthalts- und Zugangsbeschränkungen. Diese Regelungen blieben später, bei Umunterstellung der Deutschen Grenzpolizei an das Ministerium für Nationale Verteidigung, in Kraft.
Im Sommer 1952 führte die Grenzpolizei Zwangsaussiedlungen an der innerdeutschen Grenze durch. Ab August 1952 gaben örtliche Einwohner als Freiwillige Helfer der Volkspolizei Unterstützung bei der Grenzsicherung.
Neben der polizeilichen Funktion erhielt die Deutsche Grenzpolizei auch eine militärische Rolle bei der Abwehr möglicher Angriffe in der Grenzzone. Dem folgte die Einführung militärischer Dienstgrade mit Wirkung vom 1. Oktober 1952. Die bisher blauen Uniformen wurden durch khakifarbene Uniformen ersetzt.
Den Moral- und Nachwuchsproblemen der Grenzpolizei aufgrund hoher Fluktuation und auch Fahnenflucht in der Grenzpolizei versuchte die SED mit Erhöhung der Besoldung und besserer Verpflegung beizukommen.

### Umunterstellung, Auftragserweiterung (1953–1956)
Nach dem Aufstand vom 17. Juni 1953 wurde die Deutsche Grenzpolizei als selbstständige Hauptverwaltung DGP erneut dem Ministerium des Innern (MdI) unterstellt und abermals aufgestockt – bis 1954 auf rund 30.700 Polizeiangehörige.
Vom 1. April 1955 bis zum 1. März 1957 unterstand die Deutsche Grenzpolizei wieder dem Staatssekretariat für Staatssicherheit (SfS) – seit 1. November 1955 wieder Ministerium (MfS). Damit verbunden waren Planungen, die Grenzpolizei und die Bereitschaftspolizei nach sowjetischem Vorbild in Innere Truppen umzuwandeln.
Mit dem Staatsvertrag zwischen der UdSSR und der DDR erlangte die DDR 1955 die Kontrollrechte über ihre Außengrenzen. Die Kontrollrechte der Alliierten blieben von dieser Entscheidung unberührt. Am 1. Dezember 1955 übernahm die Deutsche Grenzpolizei die Aufgabe der Außensicherung der DDR-Grenzen vollständig von den bisher zuständigen sowjetischen Truppen. Sowjetische Militäreinheiten zogen sich dauerhaft von der Grenze zurück.

### Entwicklung zur Grenztruppe, Gliederung (ab 1957)
Der Übernahme der alleinigen Grenzsicherung durch die DGP folgte ab März 1956 die Formierung der Nationalen Volksarmee als reguläre Streitkräfte der DDR und nachfolgend die Einbeziehung der Grenzsicherungsorgane in das „System der Landesverteidigung“.
Mit Wirkung vom 1. Dezember 1956 wurden Grenzpolizei, Transportpolizei und Bereitschaftspolizei mit den Wacheinheiten des MfS zusammengelegt und der Hauptverwaltung Innere Sicherheit (HV IS) des MdI unterstellt.
Zum 1. März 1957 wurde das Kommando der Deutschen Grenzpolizei (Kdo DGP) in Pätz aufgestellt.
Mit Befehl Nr. 48/57 des Ministers des Innern vom 14. August 1957 wurden der Deutschen Grenzpolizei (DGP) militärische Aufgaben zugeordnet. Der Auftrag der Grenzpolizei wurde neu formuliert als „die militärische Sicherung der Grenze gegen Angriffe von außen und die Überwindung des Grenzgebiets und [Schutz] ihrer Bevölkerung“. Die Abwehr von Fluchtversuchen – auch mit dem Einsatz von Schusswaffen – ist in diesem Befehl weiterhin enthalten. Es wurden paramilitärische Strukturen geschaffen und entsprechende Bewaffnung und Ausrüstung zugeführt.
Mit der Reform 1957 des Grenzsicherungssystems wurden eine durchgehend militärische Struktur und ausreichende Reserven geschaffen. Anstelle von Grenzabschnittsverwaltungen wurden acht Grenzbrigaden mit -Bereitschaften, -Abteilungen, -Kompanien formiert.
- Entlang der Grenze zur Bundesrepublik – vier Grenzbrigaden (GBr) mit circa 23.000 Angehörigen:
  - 1. Grenzbrigade (1. GBr), mit Stab in Schwerin, später in Perleberg;
  - 2. Grenzbrigade (2. GBR), mit Stab in Magdeburg;
  - 3. Grenzbrigade (3. GBr), mit Stab in Erfurt;
  - 4. Grenzbrigade (4. GBr), mit Stab in Rudolstadt, später Dittrichshütte;
- Am „Ring um Berlin“ – eine Grenzbrigade mit drei Grenzbereitschaften, mit circa 4.500 Angehörigen:
  - 5. Grenzbrigade (5. GBr) mit Stab in Groß Glienicke.
  - Für die Überwachung der Sektorengrenze war nicht die Grenzpolizei, sondern die Ost-Berliner Volkspolizei zuständig.[37]

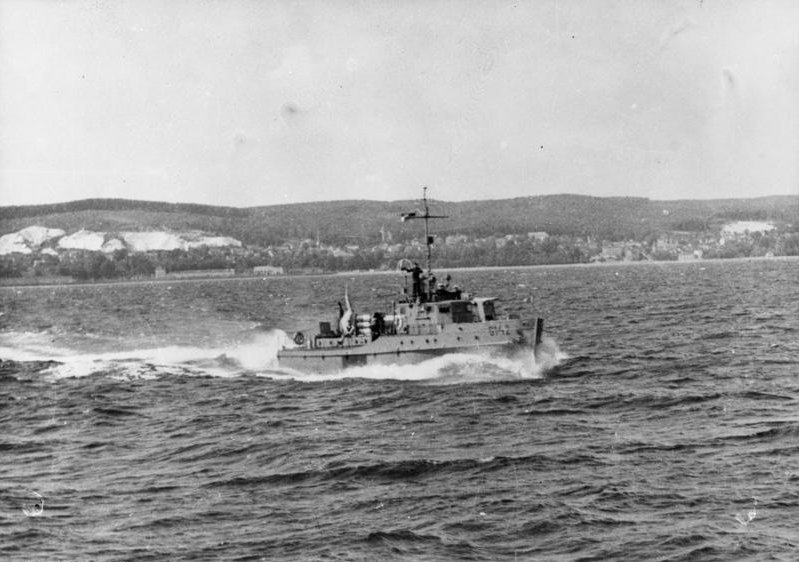
Deutsche Grenzpolizei 6. GBrK Küstensicherungsboot vor Rügen 1955

- An der Grenzen zur Volksrepublik Polen und zur ČSSR – zwei GBr, mit circa 6.000 Angehörigen:
  - 7. Grenzbrigade (7. GBr), mit Stab in Frankfurt (Oder);
  - 8. Grenzbrigade (8. GBr) mit Stab in Karl-Marx-Stadt.
- Entlang der Seegrenze der DDR und an der Ostseeküste – eine Grenzbrigade mit drei Bereitschaften, mit circa 3.500 Angehörigen:
  - 6. Grenzbrigade Küste (6. GBrK), mit Stab in Rostock.
- Ausreichende Reserven wurden geschaffen. Dazu gehörten:
  - schwere Grenzabteilungen (sGA) der GBr und
  - Unteroffiziersschulen der GBr.
  - Ende der 1950er Jahre verfügte die Deutsche Grenzpolizei neben der polizeilichen Ausrüstung über rund 1600 Panzerabwehrkanonen, 102 weitere Geschütze, 18 Flugabwehrgeschütze und 69 gepanzerte Fahrzeuge.

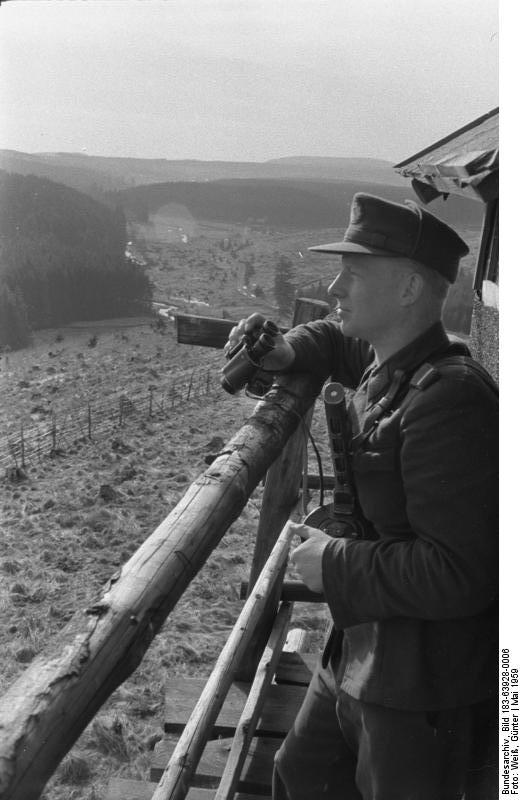
Deutsche Grenzpolizei DGP (1959) Dienstuniform auf Postendienst

Eine paramilitärische Profilierung zeigte sich auch an weiteren Merkmalen:
- Spezialisten wurden bei der Nationalen Volksarmee ausgebildet.
- Die Kontrollpunkte (KPP, KP) am „Ring um Berlin“ und an der Staatsgrenze West wurden von der DGP an das Amt für Zoll- und Warenkontrolle (AZKW) abgegeben.
- Ein neues tiefgestaffeltes System der Grenzsicherung wurde eingeführt und pioniertechnisch verstärkt.
- Die Ausbildung des Personalbestandes wurde qualifiziert und mit militärischen Elementen einer Gefechtsausbildung erweitert.
- Der „Schwur der Grenzpolizei“[38] wurde in Anlehnung an den NVA-Fahneneid neu eingeführt.
- Die Grenzbrigaden und Grenzbereitschaften erhielten Fahnen verliehen.[39]
- Mit der Führung der Deutschen Grenzpolizei wurde im Mai 1960 erstmals ein ehemaliger NVA-Offizier mit Truppen- und Stabserfahrung, Oberst Erich Peter, beauftragt.

Ende der 1950er Jahre verfügte die DGP über eine Personalstärke von circa 39.200 (Soll).
Ende der 1950er Jahre verfügte die Grenzpolizei neben der polizeilichen Ausrüstung über rund 1600 Panzerabwehrkanonen, 102 weitere Geschütze, 18 Flugabwehrgeschütze und 69 gepanzerte Fahrzeuge.
Bis zum Mauerbau am 13. August 1961 starben 160 Menschen beim Versuch des illegalen Grenzübertritts, darunter elf Angehörige der Grenzpolizei und ein sowjetischer Fahnenflüchtiger.

### Bau der Berliner Mauer (1961)
Kurz nach der Schließung der Sektorengrenze nach West-Berlin mittels der Berliner Mauer am 13. August 1961, bei der die Deutsche Grenzpolizei neben anderen Bewaffneten Organen mitgewirkt hatte, wurde die Grenzpolizei dem Ministerium für Nationale Verteidigung unterstellt und in die Grenztruppen der NVA überführt.
Die Grenzpolizei bestand bei ihrer Überführung in die Grenztruppen aus rund 38.000 Angehörigen.
Die Abteilung Aufklärung beim Kommando der DGP arbeitete bis zum 31. Dezember 1961 selbständig mit inoffiziellen Kräften und wurde ab 1. Januar 1962 in die Hauptverwaltung A des Ministeriums für Staatssicherheit eingegliedert.
Die 5. Grenzbrigade am „Ring um Berlin“ und weitere Polizeikräfte wurden strukturell umformiert und blieben bis August 1962 in der Unterstellung des Kommandos Bereitschaftspolizei und damit des Ministeriums des Innern.

## Führung der Grenzsicherungskräfte
Seit Aufstellung 1946 unterstand in der SBZ die Grenzpolizei der Länder verwaltungsmäßig dem Chef des jeweiligen Landespolizeiamtes und in allen operativen dienstlichen Fragen direkt dem jeweiligen Abschnittskommando der sowjetischen Truppen.
Auch nach DDR-Staatsgründung 1949 blieb die Grenzpolizei in operativer Hinsicht den Kommandeuren der sowjetischen Truppen auf Länderebene unterstellt, da sich die UdSSR – ähnlich wie die Westmächte gegenüber der Bundesrepublik – zunächst weiterhin alle Vollmachten für äußeren Schutz und innere Sicherheit vorbehielt. Erst ab 1. Dezember 1955 übernahm gemäß den Festlegungen des Staatsvertrags zwischen der UdSSR und der DDR (vom 20. September 1955) die Führung der Deutschen Grenzpolizei die volle Verantwortung für die Bewachung und Kontrolle der Staatsgrenzen der DDR. Seit August 1948 führte die Deutsche Verwaltung des Innern (DVdI) mit der Hauptabteilung Grenzpolizei und Bereitschaften (HA GP/B) die Grenzsicherungskräfte:
- Leiter der Hauptabteilung Grenzpolizei in der DVdI.[10]
  - 1949 Chefinspekteur Josef Schütz,
  - 1951–1952 Chefinspekteur Richard Smolorz
- Chef der Deutschen Grenzpolizei:[10]
  - 1952–1955 Generalmajor[43] Hermann Gartmann,
  - 1955–1957 Oberst Heinrich Stock
  - 1957 Generalmajor Hermann Gartmann
  - 1957–1960 Generalmajor Paul Ludwig[44]
  - 1960–1961 Oberst Erich Peter[45] (ab 1961 Chef der Grenztruppen der NVA).[46]

## Schusswaffengebrauch
Der Schusswaffengebrauch war durch sowjetische Anordnung von 1946 für Grenzpolizisten zunächst nur im Fall der Selbstverteidigung zulässig.
Ende 1948 war jeder Grenzpolizist mit einer Schusswaffe ausgestattet. Zwei Direktiven der DVdI der Jahre 1947 und 1948 erweiterten die Möglichkeiten des Schusswaffengebrauchs zur Festnahme von gefährlichen Verbrechern.
Der SMAD-Befehl vom August 1947 bestimmte für die Posten den Schusswaffengebrauch nur in äußersten Fällen, d. h. bei einwandfrei erwiesenem Überfall auf Posten oder Dienststellen sowie bei Flucht von Grenzverletzern, sofern alle anderen Möglichkeiten der Festnahme erschöpft und Anruf sowie Warnschuss (in die Luft) unbeachtet geblieben waren. Schüsse über die Demarkationslinie und Grenze waren grundsätzlich verboten. Ab 1960 galt der Schießbefehl.